# 6e cérémonie des prix Feroz
La 6e cérémonie des Prix Feroz (ou Premios Feroz), organisée par l'Asociación de Informadores Cinematográficos de España, se déroule le 19 janvier 2019 à la Bilbao Arena et récompense les films et séries sortis en 2018.
Le film El reino de Rodrigo Sorogoyen remporte les prix du meilleur film dramatique, de la meilleure réalisation, du meilleur scénario, du meilleur acteur et du meilleur acteur dans un second rôle,.

## Palmarès

### Cinéma

#### Meilleur film dramatique
- El reino de Rodrigo Sorogoyen
  - Carmen et Lola (Carmen y Lola) de Arantxa Echevarría
  - Petra de Jaime Rosales
  - Quién te cantará de Carlos Vermut
  - Everybody Knows (Todos lo saben) de Asghar Farhadi
  - Viaje al cuarto de una madre de Celia Rico Clavellino

#### Meilleure comédie
- Champions (Campeones) de Javier Fesser
  - Casi 40 de David Trueba
  - Mi querida cofradía de Marta Díaz de Lope Díaz
  - Superlópez de Javier Ruiz Caldera
  - Tiempo después de José Luis Cuerda

#### Meilleur réalisateur
- Rodrigo Sorogoyen pour El reino
  - Arantxa Echevarría pour Carmen et Lola (Carmen y Lola)
  - Javier Fesser pour Champions (Campeones)
  - Ramón Salazar pour La Maladie du dimanche (La enfermedad del domingo)
  - Carlos Vermut pour Quién te cantará

#### Meilleur scénario
- Rodrigo Sorogoyen et Isabel Peña pour El reino
  - Arantxa Echevarría pour Carmen et Lola (Carmen y Lola)
  - Celia Rico pour Viaje al cuarto de una madre
  - Jaime Rosales, Michel Gaztambide et Clara Roquet pour Petra
  - Carlos Vermut pour Quién te cantará

#### Meilleur acteur
- Antonio de la Torre pour son rôle dans El reino
  - Javier Bardem pour Everybody Knows (Todos lo saben)
  - José Coronado pour Ton fils (Tu hijo)
  - Javier Gutiérrez pour Champions (Campeones)
  - Javier Rey pour Sin fin

#### Meilleure actrice
- Eva Llorach pour son rôle dans Quién te cantará
  - Penélope Cruz pour Everybody Knows (Todos lo saben)
  - Lola Dueñas pour Viaje al cuarto de una madre
  - Alexandra Jiménez pour Las distancias
  - Bárbara Lennie pour Petra

#### Meilleur acteur dans un second rôle
- Luis Zahera pour son rôle dans El reino
  - Joan Botey pour Petra
  - Eduard Fernández pour Everybody Knows (Todos lo saben)
  - Ignacio Mateos pour Animales sin collar
  - José María Pou pour El reino

#### Meilleure actrice dans un second rôle
- Anna Castillo pour son rôle dans Viaje al cuarto de una madre
  - Bárbara Lennie pour Everybody Knows (Todos lo saben)
  - Natalia de Molina pour Quién te cantará
  - Marisa Paredes pour Petra
  - Ana Wagener pour El reino

#### Meilleur documentaire
- Apuntes para una película de atracos de León Siminiani
  - El silencio de otros de Almudena Carracedo et Robert Bahar
  - Mudar la piel de Ana Schulz et Cristóbal Fernández
  - Trinta Lumes de Diana Toucedo
  - Young & Beautiful de Marina Lameiro

#### Meilleure musique originale
- Alberto Iglesias pour Quién te cantará
  - Olivier Arson pour El reino
  - Nico Casal pour La Maladie du dimanche (La enfermedad del domingo)
  - Alberto Iglesias pour Yuli
  - Lucas Vidal pour L'Arbre de sang (El árbol de la sangre)

#### Meilleure bande annonce
- Miguel Ángel Trudu pour Quién te cantará

#### Meilleure affiche
- Carlos Vermut pour Quién te cantará

### Télévision

#### Meilleure série dramatique
- Fariña (saison 1)
  - El día de mañana (saison 1)
  - Élite (saison 1)
  - Gigantes (saison 1)
  - La peste (saison 1)

#### Meilleure série comique
- Arde Madrid (saison 1)
  - Paquita Salas (saison 2)
  - Vergüenza (saison 2)

#### Meilleur acteur
- Javier Rey pour son rôle dans Fariña
  - Brays Efe pour son rôle dans Paquita Salas
  - Javier Gutiérrez pour son rôle dans Vergüenza
  - Paco León pour son rôle dans Arde Madrid
  - Oriol Pla pour son rôle dans El día de mañana

#### Meilleure actrice
- Inma Cuesta pour son rôle dans Arde Madrid
  - Malena Alterio pour son rôle dans Vergüenza
  - Aura Garrido pour son rôle dans El día de mañana
  - Najwa Nimri pour son rôle dans Derrière les barreaux (Vis a vis)
  - Eva Ugarte pour son rôle dans Mira lo que has hecho

#### Meilleur acteur dans un second rôle
- Antonio Durán pour son rôle dans Fariña
  - Jesús Carroza pour son rôle dans El día de mañana
  - Karra Elejalde pour son rôle dans El día de mañana
  - Miguel Rellán pour son rôle dans Vergüenza
  - Manolo Solo pour son rôle dans La peste
  - Julián Villagrán pour son rôle dans Arde Madrid

#### Meilleure actrice dans un second rôle
- Anna Castillo pour son rôle dans Arde Madrid
  - Belén Cuesta pour son rôle dans Paquita Salas
  - Fabiana García Lago pour son rôle dans Arde Madrid
  - Debi Mazar pour son rôle dans Arde Madrid
  - Lidia San José pour son rôle dans Paquita Salas

### Prix Feroz d'honneur
- José Luis Cuerda